# Adam Tokarz
Adam Tokarz (ur. 19 grudnia 1944 w Karwodrzy; zm. 14 listopada 2014 w Gdańsku) – polski piłkarz występujący na pozycji napastnika. Wychowanek Moto Jelcz Oława, występował także barwach Śląska Wrocław, Górnika Wałbrzych, Lechii Gdańsk oraz Stoczniowca Gdańsk. Rozegrał 27 spotkań w Ekstraklasie, zdobywając w nich 6 bramek. Ma za sobą grę w reprezentacji Polski B.